# 罗阿诺克 (阿拉巴马州)
罗阿诺克（英文：Roanoke），是美国阿拉巴马州下属的一座城市。面积约为18.73平方英里（约合48.52平方公里）。根据2010年美国人口普查，该市有人口6,074人，人口密度为324.22/平方英里（约合125.19/平方公里）。